# Jogo eletrônico educacional
Jogos eletrônicos educacionais são softwares interativos destinados ao ensino de conceitos e habilidades, combinando a aprendizagem com diversão. Os jogos eletrônicos (games) estao disponíveis em computadores, celulares, tablets, televisões, plataformas de streaming e até mesmo nas redes sociais, se tornando comuns na vida das pessoas de diferentes gerações.

Esses jogos tem como publico, crianças e adolescentes com o intuito de educar os jogadores e abranger o conhecimento.